# La Nouvelle Revue française
La Nouvelle Revue française, skr. „NRF” – francuski dwumiesięcznik (pierwotnie miesięcznik) literacki założony przez André Gide'a, Jacques'a Copeau i Jeana Schlumbergera. Wydawany był w latach 1909–1943, następnie reaktywowany w 1953 roku.
W pierwszym okresie działalności pisma współpracowali z nim m.in. Paul Valéry, Roger Martin du Gard oraz Paul Claudel. W tym czasie pismo współpracowało z wydawnictwem Gallimard.

## Redaktorzy naczelni
źródło:
- 1908: Eugène Montfort (jeden numer)
- 1909–1914: André Gide (nowa seria)
- przerwa w publikacji pisma z powodu I wojny światowej
- 1919–1925: Jacques Rivière
- 1925–1940: Gaston Gallimard, następnie Jean Paulhan
- 1940–1943: Pierre Drieu la Rochelle
- wstrzymanie publikacji z powodu kolaboracji Francji z Niemcami (1944–1953)
- 1953–1968: Jean Paulhan, Marcel Arland
- 1968–1977: Marcel Arland
- 1977–1987: Georges Lambrichs
- 1987–1996: Jacques Réda
- 1996–1999: Bertrand Visage
- 1999–2010: Michel Braudeau
- 2011–2014: Antoine Gallimard, Philippe Forest[3], Stéphane Audeguy[3]
- od 2015: Michel Crépu